# Riku Ochiai
Riku Ochiai (japanisch 落合 陸 Ochiai Riku; * 23. Mai 1999 in der Präfektur Chiba) ist ein japanischer Fußballspieler.

## Karriere
Riku Ochiai erlernte das Fußballspielen in den Jugendmannschaften von Kashiwa Reysol und Vonds Ichihara sowie in der Universitätsmannschaft der Tokyo International University. Die Saison 2022 wurde er von der Universität an den Erstligisten Kashiwa Reysol ausgeliehen. Hier kam er jedoch nicht zum Einsatz. Nach der Ausleihe wurde Ochiai im Februar 2023 fest von Kashiwa unter Vertrag genommen. Sein Erstligadebüt gab Riku Ochiai am 10. Juni 2023 (17. Spieltag) im Auswärtsspiel gegen die Yokohama F. Marinos. Bei der 4:3-Niederlage wurde er in der 85. Minute für den Brasilianer Matheus Sávio eingewechselt. In seiner ersten Profisaison bestritt er vier Erstligaspiele. Im Februar 2024 wechselte er auf Leihbasis zum Zweitligisten Mito Hollyhock. Nach einer Spielzeit, in der er 31 Zweitligaspiele bestritt, wechselte er im Februar 2025 zum Erstligisten Albirex Niigata.